# E840 (trasa europejska)
E840 – trasa europejska łącznikowa, biegnąca przez Włochy. Długość trasy wynosi 105 km. Przebieg: Sassari - Olbia - Civitavecchia.